# Techereu, Hunedoara
Techereu este un sat în comuna Balșa din județul Hunedoara, Transilvania, România.

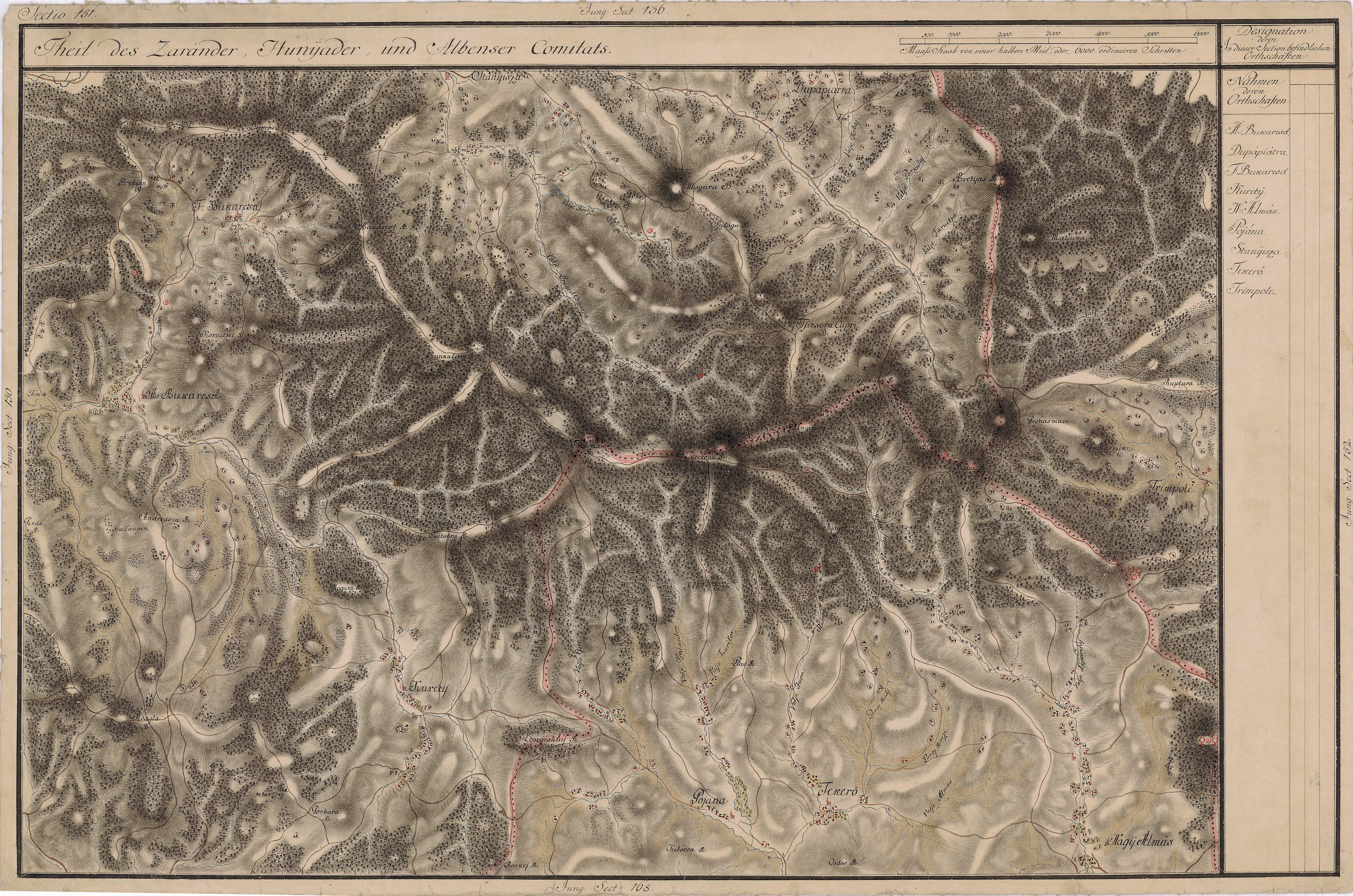
Techereu în Harta Iosefină a Transilvaniei, 1769-73